# سعيد راشد
سعيد راشد علي المسماري (مواليد 28 أكتوبر 1988) لاعب كرة قدم إماراتي يجيد اللعب في الوسط.

## مسيرة اللاعب
لعب في نادي الفجيرة ونادي دبا الفجيرة ونادي العروبة ونادي البطائح ونادي دبا الحصن ونادي الإمارات ونادي مسافي.